# Stagione 1979-1980 di snooker
La stagione 1979-1980 di snooker è la 12ª edizione di una stagione di snooker. Ha preso il via il 9 luglio 1979 ed è terminata il 17 maggio 1980, dopo ventidue tornei professionistici, sei in più della stagione precedente, suddivisi in uno valido per la classifica mondiale, e ventuno non validi, sei in più della stagione precedente.

## Calendario

### Main Tour
| N° | Date di gioco                       | Torneo                                  | N° edizione | Città          | Impianto                             | Vincitore       | Finalista          | Risultato |
| -- | ----------------------------------- | --------------------------------------- | ----------- | -------------- | ------------------------------------ | --------------- | ------------------ | --------- |
| 1  | luglio 1979                         | Kronenbrau 1308 Classic                 | 1ª          | Johannesburg   | ?                                    | Eddie Charlton  | Ray Reardon        | 23-19     |
| 2  | dal 9 al 20 luglio 1979             | Limosin International                   | 1ª          | Città del Capo | Good Hope Centre                     | Eddie Charlton  | John Spencer       | 7-4       |
| 3  | agosto 1979                         | South African Professional Championship | 2ª          | ?              | ?                                    | Derek Mienie    | Jimmy van Rensberg | 9-6       |
| 4  | agosto 1979                         | Australian Masters                      | 1ª          | Sydney         | Channel 10 Television Studios        | Ian Anderson    | Perrie Mans        | ?         |
| 5  | dal 28 agosto al 4 settembre 1979   | Canadian Open                           | 6ª          | Toronto        | Canadian National Exhibition Stadium | Cliff Thorburn  | Terry Griffiths    | 17-16     |
| 6  | dal 20 al 27 ottobre 1979           | World Challenge Cup                     | 1ª          | Birmingham     | Haden Hill Leisure Centre            | Galles          | Inghilterra        | 14-3      |
| 7  | dal 19 novembre al 1º dicembre 1979 | UK Championship                         | 3ª          | Preston        | Preston Guild Hall                   | John Virgo      | Terry Griffiths    | 14-13     |
| 8  | dal 27 al 30 dicembre 1979          | Pot-Black                               | 12ª         | Birmingham     | BBC Studios                          | Eddie Charlton  | Ray Reardon        | 2-1       |
| 9  | gennaio 1980                        | Canadian Professional Championship      | 1ª          | ?              | ?                                    | Cliff Thorburn  | Jim Wych           | 9-6       |
| 10 | 7 e 8 gennaio 1980                  | The Classic                             | 1ª          | Manchester     | New Century Hall                     | John Spencer    | Alex Higgins       | 4-3       |
| 11 | dal 14 al 17 gennaio 1980           | Padmore Super Crystalate International  | 1ª          | West Bromwich  | Gala Baths                           | Alex Higgins    | Perrie Mans        | 4-2       |
| 12 | dal 27 al 29 gennaio 1980           | Welsh Professional Championship         | 3ª          | Ebbw Vale      | Ebbw Vale Leisure Centre             | Doug Mountjoy   | Ray Reardon        | 9-6       |
| 13 | febbraio 1980                       | Tolly Cobbold Classic                   | 2ª          | Ipswich        | Corn Exchange                        | Alex Higgins    | Dennis Taylor      | 5-4       |
| 14 | dal 5 al 9 febbraio 1980            | The Masters                             | 6ª          | Londra         | Wembley Conference Centre            | Terry Griffiths | Alex Higgins       | 9-5       |
| 15 | dal 2 al 12 febbraio 1980           | Bombay International                    | 2ª          | Mumbai         | Bombay Gymkhana                      | John Virgo      | Cliff Thorburn     | 13-7      |
| 16 | dal 13 al 16 febbraio 1980          | Irish Masters                           | 3ª          | Kill           | Goffs Property                       | Terry Griffiths | Doug Mountjoy      | 9-8       |
| 17 | dal 24 al 28 febbraio 1980          | British Gold Cup                        | 1ª          | Derby          | Assembly Rooms                       | Alex Higgins    | Ray Reardon        | 5-1       |
| 18 | 2 e 3 aprile 1980                   | Scottish Professional Championship      | 9ª          | Kildrum        | Cumbernauld Theatre                  | Eddie Sinclair  | Chris Ross         | 11-6      |
| 19 | dal 17 al 19 aprile 1980            | Irish Professional Championship         | 5ª          | Belfast        | Ulster Hall                          | Dennis Taylor   | Alex Higgins       | 21-15     |
| 20 | dal 22 aprile al 5 maggio 1980      | Campionato mondiale                     | 49ª         | Sheffield      | Crucible Theatre                     | Cliff Thorburn  | Alex Higgins       | 18-16     |
| 21 | dal 3 al 10 maggio 1980             | Pontins Professional                    | 7ª          | Prestatyn      | Pontins                              | John Virgo      | Ray Reardon        | 9-6       |
| 22 | dal 10 al 17 maggio 1980            | Pontins Camber Sands                    | 1ª          | Rye            | Camber Sands Holiday Village         | Alex Higgins    | Dennis Taylor      | 9-7       |

Legenda:
      Titolo Ranking
      Titolo Non-Ranking
      Evento a squadre